# Operophtera crispifascia
Operophtera crispifascia là một loài bướm đêm trong họ Geometridae.